# Ozerovaïta
L'ozerovaïta és un mineral de la classe dels arsenats.

## Característiques
L'ozerovaïta és un arsenat de fórmula química Na₂KAl₃(AsO₄)₄. Presenta una combinació única d'elements, de la qual es coneix un anàleg sintètic. Va ser aprovada com a espècie vàlida per l'Associació Mineralògica Internacional l'any 2016. Cristal·litza en el sistema ortoròmbic.

## Formació i jaciments
Va ser descoberta a una fumarola d'un con d'escòria del volcà Tolbàtxik, situat a Kamtxatka (Districte Federal de l'Extrem Orient, Rússia). Es tracta de l'únic indret on ha estat trobada aquesta espècie mineral.